# Бурдишон, Жан
Жан Бурдишон (фр. Jean Bourdichon; 1457, Тур — 1521, Тур) — рисовальщик и живописец эпохи Французского Ренессанса. миниатюрист, мастер иллюминированных манускриптов конца XV — начала XVI веков при дворе четырёх королей: Людовика XI, Карла VIII, Людовика XII и Франциска I. Жан Бурдишон наиболее известен как автор миниатюр уникального издания «Большой часослов Анны Бретонской» (1503—1508), хранящегося в Национальной библиотеке Франции в Париже. Историки искусства относят творчество Бурдишона к «парижской школе» книжной миниатюры.

## Биография
Жан родился в 1456 или 1457 году, вероятно, в Туре, и жил в основном в регионе Долина Луары. Личность художника была установлена благодаря трудам французского историка Андре Стейера (1830—1904), обнаружившего архивный документ 1508 года — платёжное поручение королевы Анны Бретонской относительно заказа «Большого часослова» (Grandes Heures), в котором Бурдишон заявил, что ему исполнилось пятьдесят шесть лет на процессе канонизации Франсуа де Поля в 1513 году, и, следовательно, он родился в 1456 или 1457 году.
В 1520 году Бурдишон упоминается в последний раз, а в июле 1521 года его дочь писала о своей доле в имении отца, который, следовательно, умер в 1520 или в начале 1521 года.
Жан Бурдишон обучался искусству живописной миниатюры в мастерской Жана Фуке или одного из его сыновей.
В середине 1470-х годов он работал с помощником Жана Фуке, мюнхенским мастером Боккаччо, который, несомненно, был одним из двух сыновей Фуке, Луи или Франсуа. В 1481 году Бурдишон сменил Жана Фуке на посту «живописца и камердинера» (peintre et valet de chambre) короля Людовика XI. Его имя фигурирует в королевских счетах в основном за рисунки орнаментов и эфемерных украшений к различным празднествам, а также за эскизы монет, золотых изделий и витражей. Как живописец он создал множество картин на дереве, портретов членов королевской семьи, но лишь немногие картины сохранились.
Его работа как иллюминатора манускриптов была очень обширна из-за обилия заказов.

## Творчество
Жан Бурдишон происходит из «школы Фуке»; он использовал многие элементы и приёмы своего учителя, такие как перспектива или изображения фрагментов итальянской архитектуры, поясное обрамление фигур, что как бы приближает фигуры к зрителю. Тонкие линии, обрамляющие миниатюры, сменяются позолоченными и штрихованными рамками, часто с надписями. Художник отдает предпочтение синему цвету и с избытком использует позолоту. Ему нравится помещать свои персонажи в ночную атмосферу, оттенённую синим, где они освещены лучами золотистого света. Если фоном является пейзаж, он освещён заходящим или восходящим солнцем.
Одеяния главных героев украшены тонкими золотыми полосками. Первые миниатюры удивительно чёткие и усилены золотой штриховкой. В религиозных изображениях глаза персонажей, выделенные белым, подняты к небу в благочестивом движении.
Одной из особенностей миниатюр Бурдишона является использование обрамлений из цветов и фруктов, наполненных насекомыми, написанными в манере «обманок». Вместо гирлянд из срезанных цветов, используемых во фламандской иллюминации, Бурдишон представляет на золотом фоне цельные растения, возведенные на всю высоту каймы, от основания до бутонов, как в ботаническом атласе.
- Поклонение трёх царей. Mиссал Жака де Боне
- Дева Мария в молитве. Дерево, темпера, золочение. Коллекция С. Фогга, Лондон
- Мадонна с Младенцем и святыми. Триптих. Ок. 1500. Дерево, темпера. Чертоза-ди-Сан-Мартино, Неаполь
- Благовещение. Между 1480 и 1485. Пергамент, темпера, золочение. Центр Гетти, Лос-Анджелес
- Купание Вирсавии. 1498— 1499. Пергамент, темпера, золочение. Центр Гетти, Лос-Анджелес
- Большой часослов Анны Бретонской. Между 1503 и 1508. Пергамент, темпера, золочение. Национальная библиотека Франции, Париж
- Святая Маргарита. Большой часослов Анны Бретонской. Между 1503 и 1508. Пергамент, темпера, золочение. Национальная библиотека Франции, Париж
- Положение во гроб. Ок. 1488. Дерево, масло. Церковь Петра и Павла, Гонес